# Tino-Sven Sušić
Tino-Sven Sušić (Szarajevó, 1992. február 13. –) bosnyák válogatott labdarúgó, jelenleg a Hajduk Split középpályása.

## Sikerei, díjai
Hajduk Split
- Horvát kupagyőztes (1): 2013

## Fordítás
Ez a szócikk részben vagy egészben  a   Tino-Sven Sušić című angol Wikipédia-szócikk fordításán alapul.  Az eredeti cikk szerkesztőit annak laptörténete sorolja fel. Ez a jelzés csupán a megfogalmazás eredetét és a szerzői jogokat jelzi, nem szolgál a cikkben szereplő információk forrásmegjelöléseként.